# Обстріли Путивльської міської громади
Обстріли Путивльської міської територіальної громади — серія обстрілів та авіаударів російськими військами території міста Путивль та населених пунктів Путивльської міської громади Конотопського району (колишнього Путивльського району) Сумської області в ході повномасштабного російського вторгнення в Україну.
Наказом Міністерства з питань реінтеграції тимчасово окупованих територій України територія громади з 30 травня 2022 року була внесена до оновленого переліку територій України, де тривають бойові дії, або які перебувають в окупації російських військ. Жителям громади, зареєстрованим як внутрішньо переміщені особи (ВПО), здійснюватимуться виплати.

## 2022

### 18 травня
Близько 22:30, за інформацією голови Сумської ОВА Дмитра Живицького, з території РФ ворогом було відкрито вогонь із САУ по території Путивльської громади.

### 28 травня
У ніч з 27 на 28 травня російські військові завдали ракетного удару по Путивльській громаді. За інформацією оперативного командування «Північ» було зруйноване сільгосппідприємство. Обстрілом знеструмлено птахофабрику та пошкоджені два цехи. За даними прокуратури, від дії вибухової хвилі пошкоджено вікна у приватному домогосподарстві та двох навчальних закладах. Вибухова хвиля сягала близько 500 метрів. Як повідомив, заступник голови фермерського господарства Олександр Токар, відбулося руйнування кількох корпусів. Деякі повністю зруйновані, деякі отримали пошкодження. Якраз, у зруйнованих будівлях птахів не було. Вибухом пошкоджено вентиляційне обладнання, і це першочергове, що потрібно відновити. Також відбулося пошкодження лінії електропередач і водозабезпечення фабрики. На ранок працівники РЕС електроживлення відновили, а працівники МНС оглянули результати влучання на предмет, чи не залишилося на території небезпечні залишки ракет. Вибух відбувся вночі, тож на території птахофабрики, крім охорони, нікого не було. На щастя, людських жертв не було.
Правоохоронцями розпочаті досудові розслідування за фактами порушення звичаїв війни. Авіаційні ракети фактично знищили фермерське господарство у місті Путивль Конотопського району. А від дії вибухової хвилі пошкоджено вікна у приватному домогосподарстві та двох навчальних закладах, повідомили у Сумській обласній прокуратурі.

### 13 липня
О 6 годині ранку 13 липня росіяни відкрили вогонь по одному із сіл на Путивльщині. Було зафіксовано 8 влучань, повідомив голова ОВА Дмитро Живицький. За його інформацією, було пошкоджено будинок місцевих мешканців.

## 2023

### 22 листопада
"Протягом дня зафіксовано 17 обстрілів прикордонних територій та населених пунктів Сумської області. Зафіксовано 54 вибухи. Обстрілу зазнали Краснопільська, Юнаківська, Великописарівська, Білопільська, Новослобідська, Путивльська, Глухівська, Шалигинська, Знобсько-Новгородська, Есманьська, Середино-Будська громади", - зазначається в повідомленні Сумської ОВА. Зокрема, росіяни обстріляли з мінометів громади: Краснопільську (5 вибухів), Есманьську (18 вибухів), Середино-Будську (3 вибухи), Глухівську (1 вибух), Шалигинську (1 вибух), Новослобідську (1 вибух), Путивльську (6 мін), Зноб-Новгородську (5 вибухів).

## 2024

### 26 березня
Путивльська громада: 12 мін скинули росіяни на територію громади.

### 27 березня
4 села Путивльської громади – Козаче, Малушине, Мишутине та Сімейкине мають статус територій, де ведутьчи чи велися бойові дії.

### 28 березня[15]
Із мінометів ворог гатив по Путивльській (3 вибухи) та Новослобідській (9 мін) громадах.

### 4 квітня
Здійснено мінометний обстріл (10 вибухів).

### 7 квітня
Мінометних обстрілів зазнали Шалигинська (4 вибухи), Зноб-Новгородська (5 вибухів) і Путивльська (3 міни) громади.

### 13 квітня
11 мін скинули росіяни на територію Путивльської громади.

### 9 травня
2 міни скинув ворог на територію громади.

### 13 травня
Здійснено атаку дроном типу «FPV» (1 вибух) та удар дроном «Ланцет» (1 вибух).

### 20 травня
Протягом дня російські війська здійснили 48 обстріли прикордонних територій та населених пунктів Сумської області. Зафіксовано 243 вибухи. Обстрілів зазнали Садівська, Миколаївська, Хотінська, Юнаківська, Білопільська, Краснопільська, Миропільська, Великописарівська, Путивльська, Есманьська, Шалигинська, Середино-Будська, Свеська, Зноб-Новгородська громади, повідомляє Сумської обласна військова адміністрація.

### 26 травня
5 мін скинули росіяни на територію громади.

### 28 травня
Ворог бив по громаді з мінометів (10 вибухів).

### 29 травня
Здійснено мінометний обстріл громади (17 вибухів).

### 7 липня
3 міни скинув ворог на територію громади.

### 11 липня
Здійснено скидання з БпЛА вибухового пристрою (1 вибух).

### 10 серпня
5 мін скинули росіяни на територію громади.

### 12 серпня
2 міни скинули росіяни на територію громади.

### 14 серпня
5 мін скинув ворог на територію громади.

### 15 серпня
росіяни вдарили по громаді з мінометів (2 вибухи).

### 18 серпня
6 мін скинули росіяни на територію громади.

### 20 серпня
Завдано обстрілів FPV-дронами (4 вибухи).

### 21 серпня
По громаді завдано обстрілу БпЛА типу «Шахед» (1 вибух).

### 24 серпня
Був обстріл FPV-дроном (1 вибух).

### 25 серпня
Був авіаудар (КАБ) (2 вибухи).

### 30 серпня
Зафіксовано мінометний обстріл (3 вибухи).